# Campo Elías (Yaracuy)
Pour les articles homonymes, voir Campo Elías.
Campo Elías est la capitale de la paroisse civile de Campo Elías de la municipalité de Bruzual dans l'État d'Yaracuy au Venezuela.